# نظام متعدد الأطوار

دائرة جهد في نظام ثلاثي الأطوار.

النظام متعدد الأطوار هو وسيلة لتوزيع القدرة الكهربائية للتيار المتردد. تحتوي الأنظمة متعددة الأطوار على ثلاث موصلات كهربائية أو أكثر تحمل التيار المتردد وفق طور موجي بين موجات الجهد في كل موصل. تكمن أهمية الأنظمة متعددة الأطوار في فوائدها لنقل الطاقة للمحركات الكهربائية. أشهر أمثلتها هو نظام التيار ثلاثي الأطوار المستخدم في التطبيقات الصناعية ولنقل القدرة.